# Great Neck
Great Neck és una població dels Estats Units a l'estat de Nova York. Segons el cens del 2000 tenia 9.538 habitants.

## Demografia
Segons el cens del 2000, Great Neck tenia 9.538 habitants, 3.346 habitatges, i 2.552 famílies. La densitat de població era de 2.727,9 habitants/km².
Dels 3.346 habitatges en un 36,6% hi vivien nens de menys de 18 anys, en un 63,9% hi vivien parelles casades, en un 8,8% dones solteres, i en un 23,7% no eren unitats familiars. En el 20,9% dels habitatges hi vivien persones soles el 12,2% de les quals corresponia a persones de 65 anys o més que vivien soles. El nombre mitjà de persones vivint en cada habitatge era de 2,85 i el nombre mitjà de persones que vivien en cada família era de 3,3.
Per edats la població es repartia de la següent manera: un 26,4% tenia menys de 18 anys, un 6% entre 18 i 24, un 25,3% entre 25 i 44, un 24,7% de 45 a 60 i un 17,5% 65 anys o més.
L'edat mediana era de 40 anys. Per cada 100 dones de 18 o més anys hi havia 90 homes.
La renda mediana per habitatge era de 76.645 $ i la renda mediana per família de 89.733 $. Els homes tenien una renda mediana de 52.445 $ mentre que les dones 37.476 $. La renda per capita de la població era de 38.790 $. Entorn del 5,5% de les famílies i el 7,8% de la població estaven per davall del llindar de pobresa.

## Personatges il·lustres
- Amanda Setton. Actriu.